# Teorema di Poynting
In fisica, il teorema di Poynting è una relazione integrale a cui deve sottostare ogni soluzione delle equazioni di Maxwell, è una diretta conseguenza di tali equazioni, e non rappresenta un ulteriore legame tra i vettori del campo elettromagnetico. Pubblicato dal fisico inglese John Henry Poynting nel 1884, è un teorema di fondamentale importanza per la sua interpretazione energetica, dal momento che esprime il principio di conservazione dell'energia per il campo elettromagnetico.

## Enunciato
La potenza dissipata {\displaystyle dP} dai campi {\displaystyle \mathbf {E} } e {\displaystyle \mathbf {B} } sulle cariche {\displaystyle dq=\rho \,dV} presenti in un volume infinitesimo {\displaystyle dV} che viaggiano a velocità {\displaystyle \mathbf {v} } vale:
{\displaystyle dP=\mathbf {dF} \cdot \mathbf {v} =dq\left(\mathbf {E} +\mathbf {v} \times \mathbf {B} \right)\cdot \mathbf {v} =\rho \left(\mathbf {E} \cdot \mathbf {v} +\left(\mathbf {v} \times \mathbf {B} \right)\cdot \mathbf {v} \right)\,dV=\rho \mathbf {E} \cdot \mathbf {v} \,dV=\mathbf {E} \cdot \mathbf {J} \,dV}
dove {\displaystyle \mathbf {J} =\rho \mathbf {v} } è la densità di corrente.
Il teorema di Poynting esprime la conservazione dell'energia del campo elettromagnetico nel caso in cui i campi {\displaystyle \mathbf {E} } e {\displaystyle \mathbf {B} } siano accoppiati, cosa che non avviene in generale nel caso stazionario. Il teorema afferma che la diminuzione nel tempo della densità di energia elettromagnetica {\displaystyle u} in un punto dello spazio è dovuta alla divergenza del vettore di Poynting {\displaystyle \mathbf {S} } e/o alla potenza dissipata sulle cariche per unità di volume {\displaystyle \mathbf {E} \cdot \mathbf {J} } in quel punto (ad esempio per effetto Joule):
{\displaystyle \mathbf {E} \cdot \mathbf {J} +\nabla \cdot \mathbf {S} =-{\frac {\partial u}{\partial t}}}
La densità di energia vale:
{\displaystyle u={\frac {1}{2}}\varepsilon _{0}\mathbf {E} ^{2}+{\frac {1}{2\mu _{0}}}\mathbf {B} ^{2}}
mentre il vettore di Poynting:
{\displaystyle \mathbf {S} =\mathbf {E} \times \mathbf {H} }
L'energia può essere scambiata tra le cariche e i campi, quella che non viene trasferita alle cariche si può comunque muovere dove indica il vettore di Poynting. Dove {\displaystyle \mathbf {S} } converge avverrà un aumento della densità di energia, mentre dove diverge avverrà una diminuzione. La possibilità di scrivere il bilancio dell'energia per ogni punto significa che la conservazione è locale oltre che globale, l'energia non può scomparire e comparire in un altro punto ma può solo fluire. Si può scrivere dunque il bilancio in forma integrale per un arbitrario volume {\displaystyle V} mettendo in relazione l'energia contenuta con quella che fluisce attraverso la superficie del volume:
{\displaystyle \int _{V}\mathbf {E} \cdot \mathbf {J} \ dV+\oint _{\partial V}\mathbf {S} \cdot d\mathbf {A} =-{\frac {d}{dt}}\int _{V}u\ dV}

### Generalizzazione
L'energia meccanica delle cariche elettriche è, in modo equivalente alla precedente formulazione del teorema ed in accordo con l'equazione di continuità per l'energia:
{\displaystyle {\frac {\partial }{\partial t}}u_{m}(\mathbf {r} ,t)+\nabla \cdot \mathbf {S} _{m}(\mathbf {r} ,t)=\rho _{E}\mathbf {v} (\mathbf {r} ,t)\cdot \mathbf {E} (\mathbf {r} ,t)}
dove {\displaystyle u_{m}} rappresenta la densità di energia cinetica, somma delle energie delle singole particelle {\displaystyle \alpha }, la cui traiettoria è data da {\displaystyle \mathbf {r} _{\alpha }(t)}:
{\displaystyle u_{m}(\mathbf {r} ,t)=\sum _{\alpha }{\frac {m_{\alpha }}{2}}{\dot {r}}_{\alpha }^{2}\delta (\mathbf {r} -\mathbf {r} _{\alpha }(t))}
Il flusso dell'energia meccanica, equivalente al vettore di Poynting per l'energia elettromagnetica, è definito come:
{\displaystyle \mathbf {S} _{m}(\mathbf {r} ,t)=\sum _{\alpha }{\frac {m_{\alpha }}{2}}{\dot {r}}_{\alpha }^{2}{\dot {\mathbf {r} }}_{\alpha }\delta (\mathbf {r} -\mathbf {r} _{\alpha }(t)).}
Le due espressioni del teorema sono legate dalla forza di Lorentz che il campo esercita sulle particelle cariche in moto, ed imponendo la conservazione dell'energia si ottiene la generalizzazione:
{\displaystyle {\frac {\partial }{\partial t}}\left(u_{e}+u_{m}\right)+\nabla \cdot \left(\mathbf {S} _{e}+\mathbf {S} _{m}\right)=0}
che ricopre entrambe le tipologie di energia in gioco. In forma integrale il teorema diviene:
{\displaystyle \oint _{\partial V}\mathbf {E} \times \mathbf {H} \cdot \operatorname {d} \mathbf {r} ^{2}+\int _{V}\rho _{E}\mathbf {v} \cdot \mathbf {E} \,\operatorname {d} r^{3}+\int _{V}\left(\mathbf {H} \cdot {\frac {\partial \mathbf {B} }{\partial t}}+\mathbf {E} \cdot {\frac {\partial \mathbf {D} }{\partial t}}\right)\,\operatorname {d} r^{3}=-\int _{V}(\rho _{E}\mathbf {v} _{mi}\cdot \mathbf {H} +\rho _{E}\mathbf {v} _{i}\cdot \mathbf {E} )\,\operatorname {d} r^{3}}

### Dimostrazione
L'enunciato si ricava a partire dalle due equazioni di Maxwell al rotore, la legge di Faraday-Neumann-Lenz e la legge di Ampère-Maxwell:
{\displaystyle {\begin{cases}\nabla \times \mathbf {E} =-\rho _{E}\mathbf {v} _{mi}-{\frac {\partial \mathbf {B} }{\partial t}}\\\nabla \times \mathbf {H} =\rho _{E}\mathbf {v} _{i}+\rho _{E}\mathbf {v} +{\frac {\partial \mathbf {D} }{\partial t}}\end{cases}}}
Moltiplicando scalarmente per {\displaystyle \mathbf {H} } la prima equazione e per {\displaystyle \mathbf {E} } la seconda, e successivamente sottraendo membro a membro, si ottiene:
{\displaystyle \mathbf {H} \cdot \nabla \times \mathbf {E} -\mathbf {E} \cdot \nabla \times \mathbf {H} =-\rho _{E}\mathbf {v} _{mi}\cdot \mathbf {H} -\mathbf {H} \cdot {\frac {\partial \mathbf {B} }{\partial t}}-\rho _{E}\mathbf {v} _{i}\cdot \mathbf {E} -\rho _{E}\mathbf {v} \cdot \mathbf {E} -\mathbf {E} \cdot {\frac {\partial \mathbf {D} }{\partial t}}}
Per una proprietà dell'operatore nabla:
{\displaystyle \nabla \cdot (\mathbf {A} \times \mathbf {B} )=\mathbf {B} \cdot \nabla \times \mathbf {A} -\mathbf {A} \cdot \nabla \times \mathbf {B} }
il primo membro è pari a:
{\displaystyle \mathbf {H} \cdot \nabla \times \mathbf {E} -\mathbf {E} \cdot \nabla \times \mathbf {H} =\nabla \cdot (\mathbf {E} \times \mathbf {H} )}
Integrando su un volume arbitrario {\displaystyle \tau }, racchiuso da una superficie chiusa {\displaystyle S}, sulla quale sia {\displaystyle \mathbf {n} } il versore della normale diretta verso l'esterno, si ha:
{\displaystyle \int _{\tau }\nabla \cdot (\mathbf {E} \times \mathbf {H} )\,d\tau +\int _{\tau }\rho _{E}\mathbf {v} \cdot \mathbf {E} \,d\tau +\int _{\tau }\left(\mathbf {H} \cdot {\frac {\partial \mathbf {B} }{\partial t}}+\mathbf {E} \cdot {\frac {\partial \mathbf {D} }{\partial t}}\right)\,d\tau =-\int _{\tau }(\rho _{E}\mathbf {v} _{mi}\cdot \mathbf {H} +\rho _{E}\mathbf {v} _{i}\cdot \mathbf {E} )\,d\tau }
Applicando il teorema della divergenza al primo termine del primo membro segue il Teorema di Poynting.

## Analisi energetica
Data una carica puntiforme {\displaystyle q} che si muove con velocità {\displaystyle \mathbf {u} } in una regione sede di un campo elettrico {\displaystyle \mathbf {E} } e di un'induzione magnetica {\displaystyle \mathbf {B} }, essa sarà soggetta alla forza di Lorentz:
{\displaystyle \mathbf {F} =q(\mathbf {E} +\mathbf {u} \times \mathbf {B} )}
Dunque il campo elettrico le fornisce una potenza pari a:
{\displaystyle \mathbf {u} \cdot \mathbf {F} =q\mathbf {u} \cdot \mathbf {E} +q\mathbf {u} \cdot \mathbf {u} \times \mathbf {B} }
Per le proprietà del prodotto misto fra vettori, si ha:
{\displaystyle \mathbf {u} \cdot \mathbf {u} \times \mathbf {B} =\mathbf {u} \times \mathbf {u} \cdot \mathbf {B} =0}
essendo il prodotto vettoriale di un vettore per se stesso identicamente nullo.
La potenza risulta quindi essere:
{\displaystyle \mathbf {u} \cdot \mathbf {F} =q\mathbf {u} \cdot \mathbf {E} }
Considerando invece una densità di carica {\displaystyle \rho } si otterrà una densità di forza
{\displaystyle \mathbf {f} =\rho (\mathbf {E} +\mathbf {u} \times \mathbf {B} )}
e una densità di potenza
{\displaystyle \mathbf {u} \cdot \mathbf {f} =\rho \mathbf {u} \cdot \mathbf {E} =\mathbf {J} \cdot \mathbf {E} }
essendo {\displaystyle \rho \mathbf {u} } una densità di carica in movimento, e dunque una densità di corrente {\displaystyle \mathbf {J} }.
Dunque il termine {\displaystyle p_{c}=\mathbf {J} \cdot \mathbf {E} } rappresenta la densità di potenza fornita dal campo elettrico {\displaystyle \mathbf {E} } alla densità di corrente elettrica {\displaystyle \mathbf {J} }, ovvero la densità di potenza dissipata per effetto Joule.
La densità di potenza scambiata con il campo magnetico ed elettrico è:
{\displaystyle p_{H}=\mathbf {H} \cdot {\frac {\partial \mathbf {B} }{\partial t}}=\mathbf {H} \cdot {\frac {\partial \mu \mathbf {H} }{\partial t}}=\mu \mathbf {H} \cdot {\frac {\partial \mathbf {H} }{\partial t}}=\mu {\frac {\partial }{\partial t}}\left({\frac {1}{2}}\mathbf {H} \cdot \mathbf {H} \right)={\frac {\partial }{\partial t}}\left({\frac {1}{2}}\mathbf {H} \cdot \mathbf {B} \right)={\frac {\partial w_{H}}{\partial t}}}
dove {\displaystyle w_{H}} è la densità di energia associata al campo magnetico.

Analogamente per il campo elettrico si ha:
{\displaystyle p_{E}={\frac {\partial }{\partial t}}\left({\frac {1}{2}}\mathbf {E} \cdot \mathbf {D} \right)={\frac {\partial w_{E}}{\partial t}}}

### Densità di potenza irradiata
La potenza irradiata attraverso la superficie chiusa {\displaystyle S} è il flusso del vettore di Poynting attraverso {\displaystyle S}, la cui densità superficiale è espressa dal termine {\displaystyle \mathbf {n} \cdot {\boldsymbol {\Pi }}}.
È importante notare che al suddetto termine non è possibile attribuire il significato di potenza che attraversa l'unità di superficie (ad esempio la potenza per unità di superficie perpendicolare alla direzione di propagazione di un'onda elettromagnetica).

Considerato infatti un campo generato da cariche elettrostatiche e magneti permanenti, in generale {\displaystyle \mathbf {E} \times \mathbf {H} \neq 0} e quindi il flusso di {\displaystyle {\boldsymbol {\Pi }}} attraverso una superficie aperta sarebbe non nullo. Non può però essere una potenza irradiata in quanto le sorgenti del campo elettromagnetico sono statiche. Infatti, per le sorgenti del campo considerate si ha:
{\displaystyle {\begin{cases}\nabla \times \mathbf {E} =0\\\nabla \times \mathbf {H} =0\end{cases}}}
e dunque:
{\displaystyle \oint _{S}\mathbf {n} \cdot {\boldsymbol {\Pi }}\,dS=\int _{\tau }\nabla \cdot {\boldsymbol {\Pi }}\,d\tau =\int _{\tau }\nabla \cdot (\mathbf {E} \times \mathbf {H} )\,d\tau =\int _{\tau }(\mathbf {H} \cdot \nabla \times \mathbf {E} -\mathbf {E} \cdot \nabla \times \mathbf {H} )\,d\tau =0}
da cui si ricava che il flusso del vettore di Poynting attraverso una superficie chiusa è in realtà nullo.